# Витулацио
Витула̀цио (на италиански: Vitulazio) е градче и община в Южна Италия, провинция Казерта, регион Кампания. Разположено е на 57 m надморска височина. Населението на общината е 7139 души (към 2013 г.).